# Ješovec, Slovenska Bistrica
Ješovec je naselje nad potokom Ložnico v Občini Slovenska Bistrica.
Prvotno leseno cerkev sv. Treh kraljev so postavili 1639, že leta 1648 pa je bila pozidana sedanja stavba. Cerkev v tlorisu in nekaterih stavbnih delih ohranja gotsko tradicijo (šilasta okna), medtem ko banjasto obokala ladja in prezbiterij kažeta baročne značilnosti. Veliki oltar, postavljen leta 1680, je med največjimi primerki zlatih oltarjev v Sloveniji, saj je na njem ob osrednji sliki v treh nadstropjih kar 15 kipov svetnikov.